# Ruggiero Rizzitelli
Ruggiero Rizzitelli (Margherita di Savoia, 2 september 1967) is een voormalig Italiaans voetballer die speelde als centrale aanvaller. Hij beëindigde zijn loopbaan in 2001 bij de club waar hij zijn profcarrière ook was begonnen: AC Cesena. Met het Italiaans olympisch voetbalelftal nam hij deel aan de Olympische Spelen van Seoul (1988).

## Erelijst
AS Roma
- Coppa Italia

1991
 Bayern München
- Bundesliga

1997
- DFB Pokal

1998